# Postzegel op postzegel

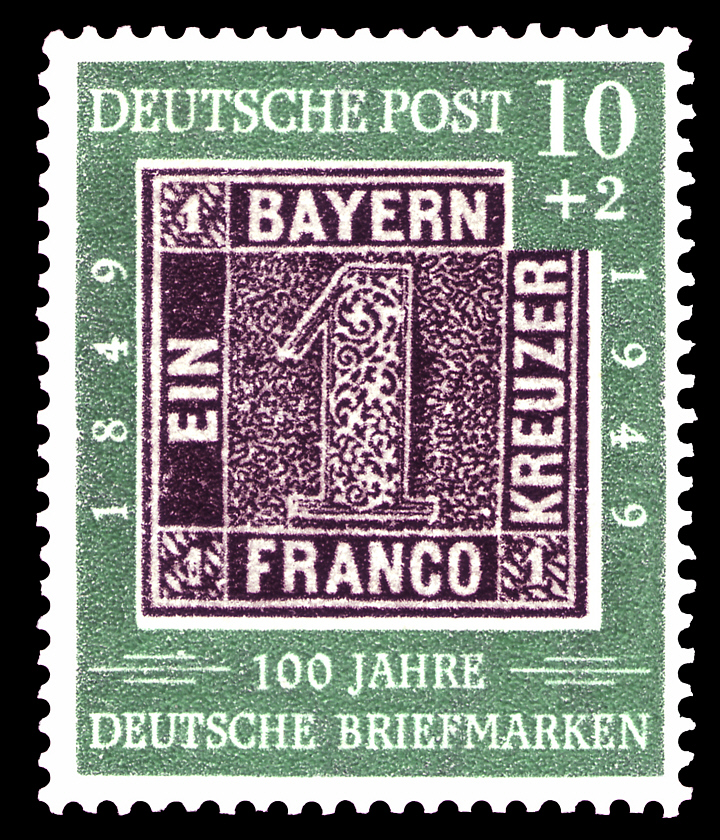
Schwarzer Einser afgebeeld op een Duitse postzegel van 1949

Postzegel op postzegel is in de filatelie een term die aangeeft dat een postzegel op een andere postzegel wordt afgebeeld. Veel postzegels van de eerste emissie van een land zijn later op aan andere postzegel afgebeeld, vooral als herdenking van een jubileum. Vaak is men nogal trots op de eerste emissie.
"Postzegel op postzegel" is tevens een onderwerp voor een thematische verzameling.